# Komańcza
Komańcza ist ein Dorf im Powiat Sanocki der Woiwodschaft Karpatenvorland in Polen. Es ist Sitz der gleichnamigen Landgemeinde mit etwa 4900 Einwohnern. Komańcza gilt als ein Zentrum der lemkisch-ukrainischen Kultur.

## Geografie

### Geografische Lage
Das Dorf liegt am Fluss Osławica, einem linken Zufluss der Osława im Südosten Polens an der Grenze zwischen den Niederen Beskiden und den Bieszczady, im sogenannten Lemkenland. Etwa acht Kilometer südwestlich des Ortes verläuft die Staatsgrenze zur Slowakei.

### Klima
Die durchschnittliche jährliche Temperatur liegt bei 4 bis 5 °C. Dabei liegt die Durchschnittstemperatur im Sommer zwischen 14 und 15 °C, im Winter bei −7 °C. An durchschnittlich 105 bis 115 Tagen im Jahr gibt es eine geschlossene Schneedecke.

## Geschichte
Angelegt wurde das Dorf nach dem walachischen Recht im Jahr 1512. Der Ort wurde als Krzemienna bezeichnet. 1565 wurden 21 Familien in der Siedlung registriert.
Im 18. Jahrhundert wurde in Komańcza eine hölzerne Festung errichtet. 1872 bis 1888 erfolgte der Bau der Bahnstrecke von Przemyśl nach Chyriw (Chyrów), die durch Komańcza führte.
Ab November 1914 waren der Ort und seine Umgebung Schauplatz von Gefechten des Ersten Weltkriegs. Die Gefechte führten zu schweren Zerstörungen. Am 5. November 1918 wurde die ukrainisch orientierte Republik Komańcza gegründet, deren Ziel der Anschluss an die Westukrainische Volksrepublik (Sachidno-Ukrajinska Narodna Respublika) war, im Gegensatz zur lemkischen Republik in Florynka. Die Republik umfasste um die dreißig Dörfer, mehrheitlich im Zuflussgebiet der Osława im östlichen Teil des Lemkenlands. Im Rahmen des Polnisch-Ukrainischen Kriegs wurde das Gebiet aber am 27. Januar 1919 von polnischen Truppen eingenommen. In der Folge wurde der Ort Teil der Zweiten Polnischen Republik. Im September 1939 marschierten die Deutschen während ihres Überfalls auf Polen in die Gegend ein und besetzte Komańcza am 12. September. Die Umgebung wurde im weiteren Verlauf des Zweiten Weltkriegs auf Grund des schwierig zu kontrollierenden Geländes zu einer der Kurierstrecken nach Ungarn. Nach dem Ende des Krieges kam es zu Konflikten der Polen mit den Ukrainern. Dabei kam es zu zahlreichen Zerstörungen. Im Rahmen der Akcja Wisła (Aktion Weichsel) wurden 1947 die Ukrainer des Ortes aus Polen ausgesiedelt.

## Kultur und Sehenswürdigkeiten

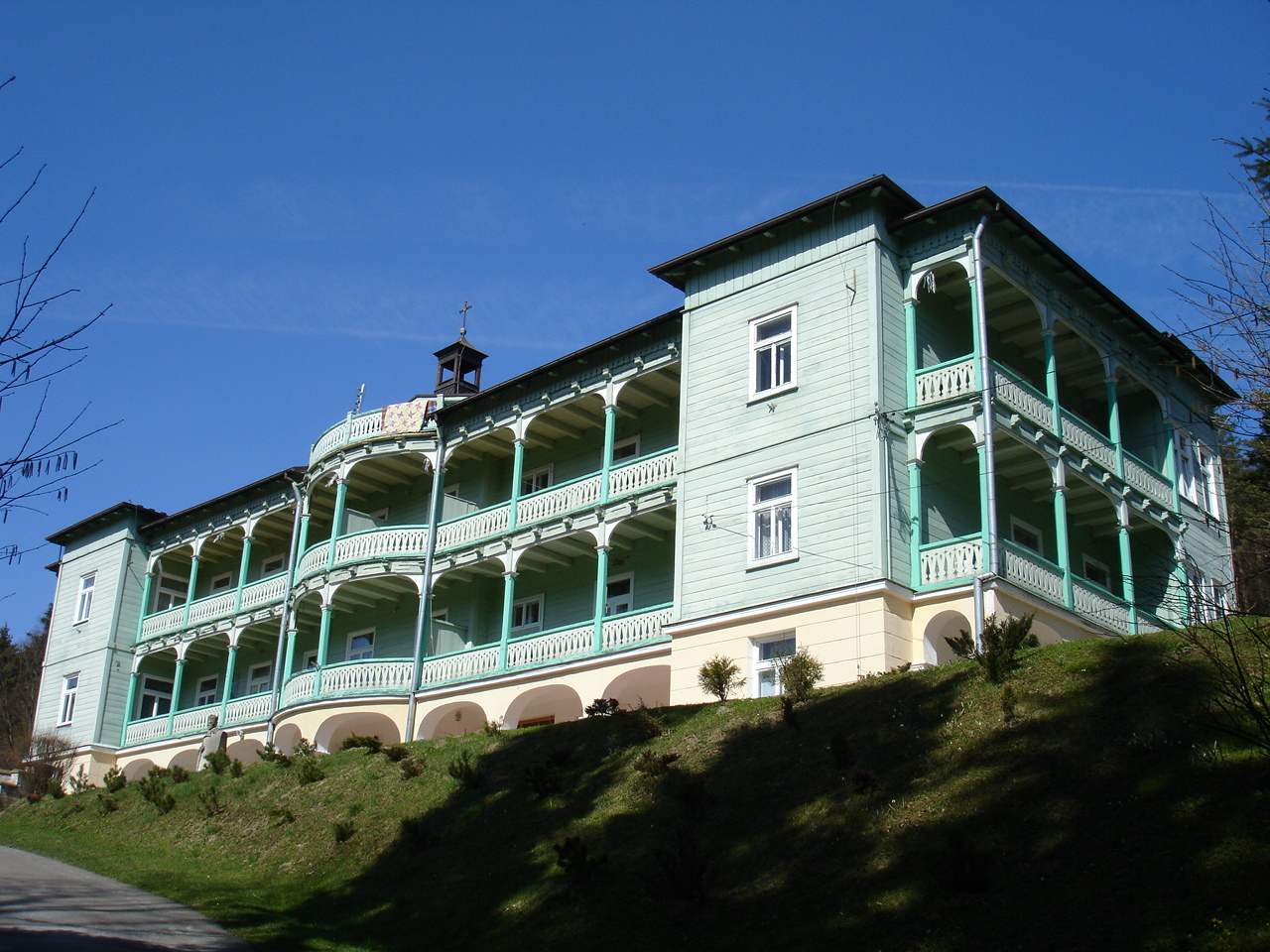
Kloster der Schwestern von Nazareth

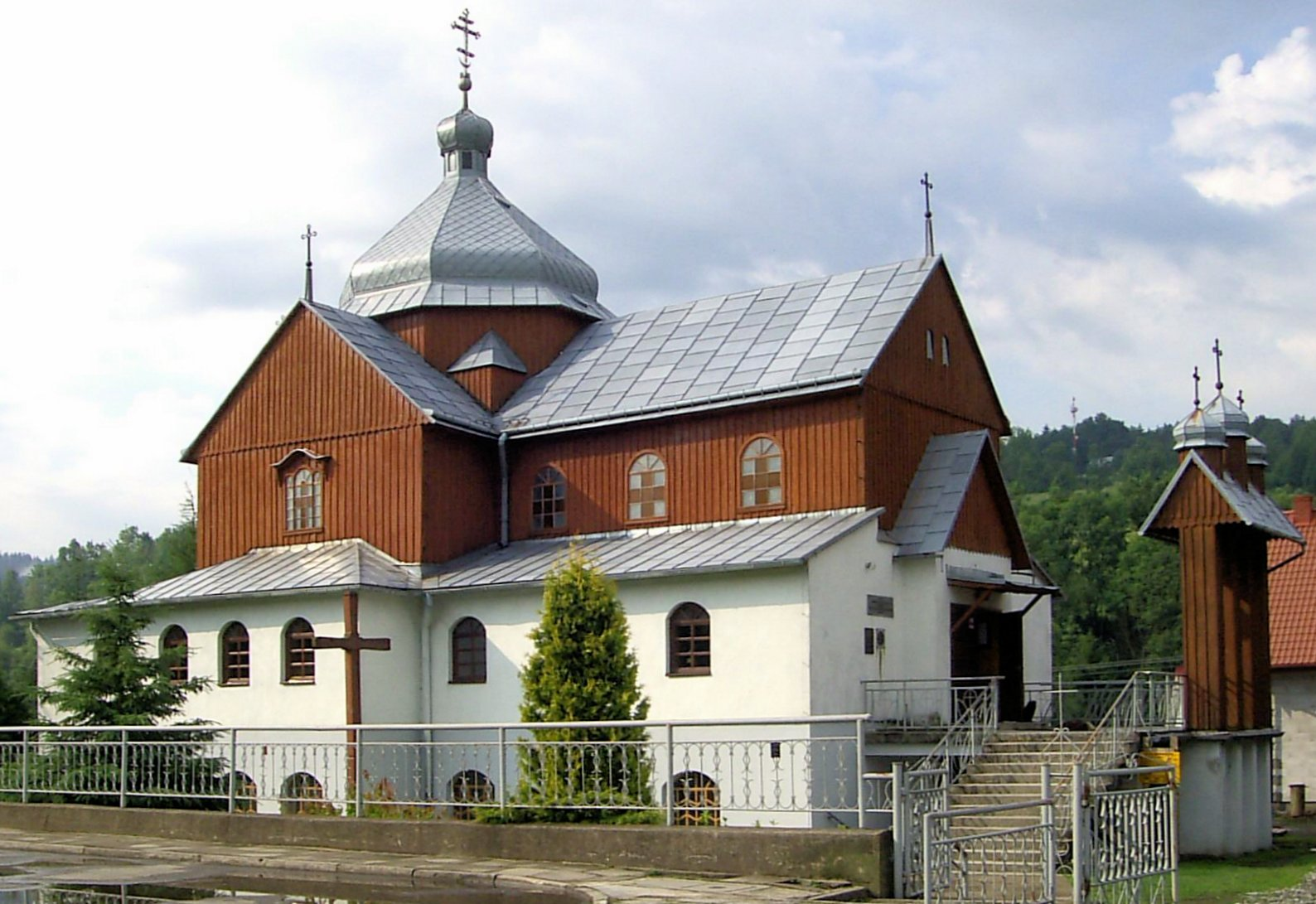
Griechisch-Katholische Kirche

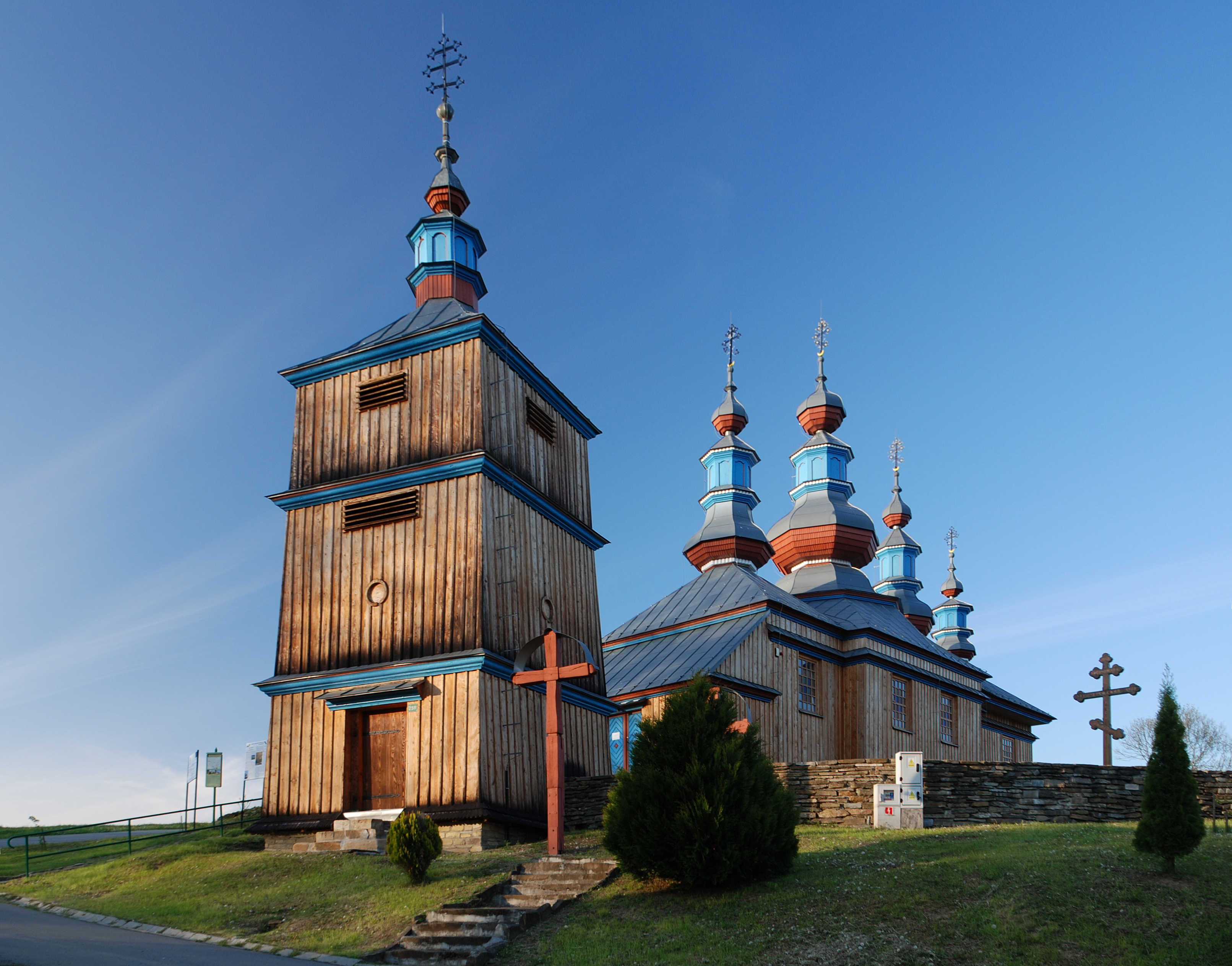
Orthodoxe Holzkirche

- Kloster der Schwestern von Nazareth (Klasztor Sióstr Nazaretanek)
- Griechisch-Katholische Kirche
- hölzerne römisch-katholische Kirche des Heiligen Josef

## Gemeinde
Die Landgemeinde (gmina wiejska) Komańcza hat eine Fläche von 455,2 km² und gliedert sich in 14 Dörfer mit Schulzenämtern.

## Wirtschaft und Infrastruktur
Das Dorf und die Gemeinde sind wirtschaftlich stark von der umgebenden Natur geprägt. Daher gehören neben den Dienstleistungen die Forst- und Landwirtschaft sowie die Holzverarbeitung zu den wichtigsten Wirtschaftszweigen. Die Arbeitslosigkeit liegt bei etwa zehn Prozent.

### Verkehr
Von Nordwesten in Richtung Südwesten verläuft durch Komańcza die Woiwodschaftsstraße 897. Nach etwa 30 Kilometern mündet sie im Nordwesten in die Europastraße 371. Im Südosten endet die Straße nach etwa 60 Kilometern an der Grenze zur Ukraine.
Im Ort gibt es einen Bahnhof der Bahnstrecke Nowy Zagórz–Łupków.
Der nächste internationale Flughafen ist der Flughafen Rzeszów-Jasionka, der sich in etwa 90 Kilometer nördlich des Dorfes befindet.

### Tourismus
Komańcza liegt am Europäischen Fernwanderweg E8.
- Lemkische Küche

## Persönlichkeiten
- Aloizy Ehrlich (1914–1992), französisch-polnischer Tischtennisspieler.